# Trelkówko
Trelkówko (niem. Klein Schöndamerau) – wieś w Polsce, w województwie warmińsko-mazurskim, w powiecie szczycieńskim, w gminie Szczytno. W latach 1975–1998 miejscowość administracyjnie należała do województwa olsztyńskiego.
Do 2023 miejscowość była częścią wsi Trelkowo.
Położona nad jeziorem Sasek Wielki, założona w 1833 r., na miejscu kilkunastu gospodarstw z sąsiednich wsi Trelkowo i Linowo, jako folwark. Na początku XX w., w okresie międzywojennym, folwark został rozparcelowany.